# クラウディウ・ケセル
クラウディウ・アンドレイ・ケセル（ルーマニア語: Claudiu Andrei Keșerü, 1986年12月2日 - ）はルーマニア・オラデア出身の元サッカー選手。現役時代のポジションはFW。

## 経歴
2010年7月、フランス2部のアンジェSCOに移籍した。3シーズンで100試合に出場し、33ゴールを記録した。2013年7月、フランス1部のSCバスティアに移籍したが、16試合1ゴールに終わった。2014年1月、SCバスティアからルーマニア1部のFCステアウア・ブカレストに移籍した。
2014年7月30日、UEFAチャンピオンズリーグ 2014-15・予選3回戦のFCアクトベ戦でUEFAチャンピオンズリーグに初出場、初ゴールを記録した。
2014年8月15日、CSパンドゥリイ・トゥルグ・ジウ戦で1試合6ゴールを記録した。
2014年9月18日、UEFAヨーロッパリーグ 2014-15 グループリーグ・AaB戦でUEFAヨーロッパリーグに初出場し、大会史上最短時間でハットトリックを達成した。UEFAヨーロッパリーグ 2010-11・SSCナポリ戦で13分間でハットトリックを達成したスティーヴン・ジェラード（リヴァプールFC所属）の記録を塗り替えた。この試合でFCステアウア・ブカレストは大会史上初の1試合6ゴールを記録したチームとなった。
2015年2月18日、アル・ガラファに移籍した。
2015年8月、PFCルドゴレツ・ラズグラドに移籍した。
2021年8月31日、ステアウア・ブカレストに復帰した。

## 代表
2013年10月11日、2014 FIFAワールドカップ・ヨーロッパ予選グループD・アンドラ戦でルーマニア代表デビューを果たし、初ゴールを記録した。

## 個人成績
| 国際大会個人成績 | 国際大会個人成績       | 国際大会個人成績 | 国際大会個人成績 | 国際大会個人成績 | 国際大会個人成績 | 国際大会個人成績 |
| 年度             | クラブ                 | 背番号           | 出場             | 得点             | 出場             | 得点             |
| UEFA             | UEFA                   | UEFA             | UEFA EL          | UEFA EL          | UEFA CL          | UEFA CL          |
| ---------------- | ---------------------- | ---------------- | ---------------- | ---------------- | ---------------- | ---------------- |
| 2014-15          | ステアウア・ブカレスト | 28               | -                | -                | 3                | 1                |
| 2014-15          | ステアウア・ブカレスト | 28               |                  |                  | -                | -                |
| 通算             | UEFA                   | UEFA             |                  |                  | 3                | 1                |

## タイトル
ステアウア・ブカレスト
- リーガ1：2013-14, 2014-15
- クパ・ロムニエイ：2014-15
- クパ・リギー：2014-15

ルドゴレツ・ラズグラド
- ブルガリアプロサッカーリーグ：2015-16, 2016-17, 2017-18, 2018-19, 2019-20, 2020-21
- ブルガリア・スーパーカップ：2018, 2019